# Pierre Bini
Pierre Bini (* 2. August 1923 in Laragne-Montéglin, Hautes-Alpes; † 21. Juni 1991) war ein französischer Fußballspieler.

## Die Vereinskarriere
Der Halbstürmer Pierre Bini begann das Fußballspielen bei Laragne Sports, dem Verein seines Geburtsortes, südlich von Gap gelegen. Mitten im Zweiten Weltkrieg wurde er erstmals auch überregional bekannt: in der Saison 1943/44, als in Frankreich statt der Vereinsmannschaften Regionalauswahlen um Meistertitel und Pokal spielten, stand er in der Équipe Fédérale Marseille-Provence, die am Ende Platz 9 unter 16 Teams belegte. Das anschließende Jahr fehlt in Binis persönlicher wie sportlicher Biographie.
Nach der Befreiung Frankreichs und der Wiederaufnahme des professionellen Spielbetriebs trug er 1945/46 die Farben des Zweitligisten AS Clermont-Ferrand und kam zur Saison 1946/47 für eine Ablösesumme von 600.000 alten Francs zu Stade de Reims, das ein Jahr zuvor erstmals in der Division 1, der höchsten französischen Spielklasse, vertreten war und auf Anhieb mit einem 4. Tabellenplatz aufhorchen ließ. Dass die Rot-Weißen aus der Champagne für annähernd 20 Jahre den französischen Profifußball dominieren sollten, war zu diesem Zeitpunkt aber noch nicht absehbar – dass es dazu kam, lag nicht unwesentlich an den offensiven Qualitäten, für die auch Bini stand. Bis 1950 gehörte er zur Stammbesetzung der Rémois, blieb auch von Verletzungen weitgehend verschont und erzielte in den ersten drei Jahren insgesamt 45 Punktspieltore. Wurde er anfangs wegen seiner langen Beine und der Herkunft noch als le chèvre bespöttelt, entwickelte er sich aufgrund seiner kämpferischen Einstellung und Treffsicherheit schnell zum Publikumsliebling im Stade Auguste-Delaune: aus der „Bergziege“ wurde le râteau („die Harke“).
In der Saison 1948/49 trug er gemeinsam mit seinen Sturmkollegen Pierre Flamion und Pierre Sinibaldi (man sprach damals wortspielerisch von „les trois pierres“, dt. „die drei Steine“) maßgeblich dazu bei, dass Reims zum ersten Mal französischer Fußballmeister wurde: Bini wurde mit 22 Treffern sogar fünftbester Ligatorschütze.
Im Jahr darauf zog ihn Trainer Henri Roessler auf die linke Läuferposition zurück, weil sich Stade de Reims mit dem Niederländer Bram Appel und Francis Méano, der aus der gleichen Region wie Bini stammte, im Sturm weiter verstärkt hatte. Er überließ das Toreschießen nun anderen, führte dafür gemeinsam mit Armand Penverne hervorragend Regie und am Saisonende wurde er mit seiner Elf auch erstmals Pokalsieger. Eine Berufung in die französische Fußballnationalmannschaft blieb ihm aber verwehrt.
1950/51 allerdings folgte ein ebenso jäher Abstieg für Bini: er wurde gesundheitlich anfällig, geriet deswegen völlig außer Form, wurde durch André Petitfils ersetzt und bestritt Anfang Oktober 1950 sein einziges Saisonpunktspiel für Reims. Am Ende trennte er sich von Stade, wechselte zum Ligakonkurrenten AS Saint-Étienne, blieb aber auch nur eine Saison dort. Von 1952 bis 1956 hat er für den aus der katholischen Sportbewegung stammenden Amateurklub Arago Sport Orléans gespielt, mit dem er 1955 das Achtelfinale im Pokal erreichte und bei dem er anschließend bis 1960 auch noch als Trainer tätig war – unter Jules Vandooren, der während des Krieges gleichfalls bei Stade Reims aktiv war.

### Stationen
- Laragne Sports (1942/43)
- Équipe Fédérale Marseille-Provence (1943/44)
- AS Clermont-Ferrand (1945/46)
- Stade de Reims (1946–1951)
- AS Saint-Étienne (1951/52)
- Arago Sport Orléans (1952–1956; 1956–1960 als Co-Trainer)

## Leben nach der Fußballkarriere
In Binis Zeit in Orléans wurde sein Sohn Bruno geboren, der von 2007 bis 2013 die französische Frauennationalelf trainierte. Ende der 1960er Jahre lebte Pierre Bini wieder in seinem Geburtsort und hatte dort als überzeugter Gaullist diverse politische Funktionen inne, war u. a. 1968 für die regionale Durchführung der Wahlen zur Nationalversammlung mitverantwortlich, Vizepräsident des Generalrats von Hautes-Alpes und Mitte der 80er Bürgermeister von Laragne. Heute trägt das dortige Stadion den Namen Stade Pierre Bini.

## Palmarès
- Französischer Meister: 1949 (und Vizemeister 1947)
- Französischer Pokalsieger: 1950
- 138 Spiele/51 Tore in der Division 1 davon 124/45 für Reims und 14/6 für Saint-Étienne